# Mean Girls – Der Girls Club
Mean Girls – Der Girls Club (Originaltitel Mean Girls) ist ein US-amerikanischer Spielfilm, der unter der Regie von Samantha Jayne und Arturo Perez Jr. nach einem Drehbuch von Tina Fey entstand. Hauptrollen spielen Angourie Rice, Reneé Rapp, Auliʻi Cravalho und Christopher Briney. Der Film basiert auf dem gleichnamigen Musical (2017), das wiederum auf der Filmkomödie Girls Club – Vorsicht bissig! (2004) basiert.

## Handlung
Cady Heron ist neu an der Highschool, wo sie sich mit den Mitschülern Janis und Damian anfreundet und auf eine Gruppe von Mädchen trifft, die von den anderen Schülern aufgrund ihrer Fixierung auf Äußerlichkeiten Die Plastics genannt werden. Regina George ist deren Anführerin, Gretchen Wieners und Karen Smith  folgen ihr auf Schritt und Tritt.
Nachdem Cady von Regina zum Mittagessen an den Tisch der Plastics eingeladen wird, möchte Janis diese Chance nutzen, um die Plastics mit Cadys Hilfe gegeneinander auszuspielen. Als Cady sich in Reginas Ex-Freund Aaron Samuels verliebt, gerät sie allerdings selbst in die Schusslinie von Reginas Clique.

## Besetzung und Synchronisation
Die deutschsprachige Synchronisation übernahm die Interopa Film. Dialogregie führte Gerrit Schmidt-Foß, das Dialogbuch schrieb Tobias Neumann.
| Rolle                 | Darsteller          | Synchronsprecher    |
| --------------------- | ------------------- | ------------------- |
| Aaron Samuels         | Christopher Briney  | Maximilian Artajo   |
| Cady Heron            | Angourie Rice       | Jodie Blank         |
| Caitlyn Caussin       | Gabriella Cila      | Ness Gerung         |
| Caroline Krafft       | Allison Winn        | Ness Gerung         |
| Coach Carr            | Jon Hamm            | Sascha Rotermund    |
| Damian Hubbard        | Jaquel Spivey       | Marvin Weiß         |
| Grace Porter          | Morgen McKynzie     | Celina Gaschina     |
| Gretchen Wieners      | Bebe Wood           | Friedel Morgenstern |
| Janis 'Imi'ike        | Auli'i Cravalho     | Marie Hinze         |
| Jason Weems           | John El-Jor         | Lasse Dreyer        |
| Karen Shetty          | Avantika            | Valentina Bonalana  |
| Kevin Ganatra         | Mahi Alam           | Nicolas Rathod      |
| Madame Park           | Ashley Park         | Millie Forsberg     |
| Mathletes-Moderatorin | Lindsay Lohan       | Maria Koschny       |
| Megan Thee Stallion   | Megan Thee Stallion | Jenny van der Wall  |
| Mr. Duvall            | Tim Meadows         | Romanus Fuhrmann    |
| Mr. Rapp              | Connor Ratliff      | Gerrit Schmidt-Foß  |
| Mrs. George           | Busy Philipps       | Melanie Hinze       |
| Ms. Heron             | Jenna Fischer       | Antje von der Ahe   |
| Ms. Norbury           | Tina Fey            | Sabine Arnhold      |
| Regina George         | Reneé Rapp          | Moira May           |
| Soona                 | Soona Lee-Tolley    | Céline Schwarz      |

## Produktion und Hintergrund
Der Film wurde von Lorne Michaels für Broadway Video und Tina Fey für Little Stranger produziert. Den Vertrieb übernahm Paramount Pictures. Dreharbeiten fanden im März und April 2023 in Middletown Township im US-Bundesstaat New Jersey statt.
Die Kamera führte Bill Kirstein, die Musik zum Musical und zum Film schrieb Jeff Richmond. Das Set-Design gestaltete Kelly McGehee und das Kostümdesign Tom Broecker. Das Regieduo Arturo Perez Jr. und Samantha Jayne inszenierte zuvor Musikvideos, bei dieser Produktion handelt es sich um ihr Langfilm-Debüt. Wie bei Girls Club – Vorsicht bissig! (2004) schrieb das Drehbuch Tina Fey, die auch in ihrer Rolle als Ms. Norbury zurückkehrte, ebenso wie Tim Meadows als Direktor Duvall.
Im Dezember 2023 wurde der Song Not My Fault von Reneé Rapp und Megan Thee Stallion veröffentlicht.

## Veröffentlichung
Premiere war am 8. Januar 2024 in New York City. In den USA kam der Film am 12. Januar 2024 in die Kinos, in Deutschland und Österreich war der Kinostart am 25. Januar 2024.
Am Startwochenende spielte der Film in den USA 32 Millionen US-Dollar an den Kinokassen ein und belegte damit den ersten Platz vor The Beekeeper mit Jason Statham mit 19 Millionen US-Dollar.
Am 25. Juli 2025 wurde der Film ins Angebot von Netflix aufgenommen.

## Musik
1. A Cautionary Tale – Auliʻi Cravalho und Jaquel Spivey[16]
2. What If's – Angourie Rice
3. Meet the Plastics – Reneé Rapp
4. Stupid with Love – Angourie Rice
5. Apex Predator – Auliʻi Cravalho & Jaquel Spivey
6. What’s Wrong with Me? – Bebe Wood
7. Sexy – Avantika
8. Someone Gets Hurt – Reneé Rapp
9. Revenge Party – Auliʻi Cravalho, Jaquel Spivey, Angourie Rice und Tim Meadows
10. World Burn – Reneé Rapp
11. I'd Rather Be Me – Auliʻi Cravalho
12. I See Stars – Angourie Rice und der Cast
13. Not My Fault – Reneé Rapp und Megan Thee Stallion

## Rezeption

### Kritiken
Von den 118 bei Rotten Tomatoes aufgeführten Kritiken waren am 12. Januar 2024 72 Prozent positiv bei einer durchschnittlichen Bewertung der 37 Top Critic Reviews von 6,4 der 10 möglichen Punkte. Bei Metacritic erhielt der Film am 12. Januar 2024 einen Metascore von 59 von 100 möglichen Punkten, der auf 38 Rezensionen basierte.
Sidney Schering vergab auf filmstarts.de vier von fünf Sternen, der Streifen sei der optimistischere, aber deshalb nicht weniger klangvolle und abwechslungsreiche Remix des Filmes von 2004.
Bianka Piringer bewertete den Film auf film-rezensionen.de mit sieben von zehn Punkten. Für neuen Schwung sorgten die Musical-Nummern und Choreografien, die den schulischen Alltag trotz aller Intrigen und Ärgernisse immer wieder in eine große Party verwandeln.
mucke-und-mehr.de vergab acht von zehn Punkten, die Produktion sei ein ansprechender Streifen mit humorvoll angerichteter Story als modern aufbereitetes Musical mit schmissigen Choreografien und würde Teenagern mit Sicherheit viel Spaß bereiten und auch deren Eltern ansprechen.

### Auszeichnungen und Nominierungen
GLAAD Media Awards 2025
- Nominierung in der Kategorie Outstanding Film – Wide Theatrical Release[24]